# Benjamin Herzl
Pour les articles homonymes, voir Herzl.
Benjamin Herzl (Salzbourg, 1994) est un violoniste autrichien.

## Biographie
Benjamin Herzl, naît dans une famille de musiciens. Il reçoit ses premiers cours de violon auprès de son père Harald et poursuit ses études à partir de 2005 avec Klara Flieder à l'Université Mozarteum de Salzbourg. Il termine ses études à l'Académie de musique et des arts du spectacle de Vienne dans la classe de Christian Altenburger et bénéficie des conseils de Christian Tetzlaff dans le cadre de l'Académie Kronberg, ainsi que de Pierre Amoyal, Pavel Gililov, Ivry Gitlis et Benjamin Schmid, qui influencent profondément son développement artistique. 
À l'âge de treize ans, Herzl fait ses débuts en tant que soliste dans le concerto KV. 221 de Mozart avec l'Orchestre de Chambre de Kurpfalz, lors du Festival International Mozart de Mannheim.
En 2008, il remporte le 1er prix lors du Concours Européen Alfredo e Vanda Marcosig de Gorizia (Italie), ce qui le mène à se produire à Venise, Udine et Ljubljana,. Benjamin Herzl est boursier de la Société Mozart de Dortmund et lauréat en 2016 du Concours international Brahms, où il remporta également le prix spécial « Mozart » attribué par Vadim Repine.
Il est l'invité de festivals prestigieux tels que l'Académie Haniel de Duisbourg,, le Festspiele Mecklenburg-Vorpommern, le festival Loisiarte de Langenlois, le Festival du Bruit qui Pense de Louveciennes, l'Été Diabelli de Mattsee, le festival de musique contemporaine Dialoge de Salzbourg...
Il compte pour partenaires de musique de chambre des musiciens tels que Rafael Fingerlos, Clemens Hagen, Christopher Hinterhuber, Ingmar Lazar, Sascha El Mouissi, Beatrice Rana, Thomas Riebl ainsi que Thomas Zehetmair.
En tant que soliste, il s'est produit dans la grande salle de la Festspielhaus de Salzbourg, à la Konzerthaus de Dortmund, lors d'un concert en plein air à la roseraie de Neuss et avec des orchestres tels que l'Orchestre Philharmonique de Salzbourg sous la direction de Florian Krumpböck, l'Orchestre de Chambre Georgien d'Ingolstadt ainsi que de la « Deutsche Kammerakademie Neuss am Rhein » sous la direction de Lavard Skou-Larsen.
Ses débuts à la Fondation Internationale Mozarteum de Salzbourg en duo avec le pianiste français Ingmar Lazar en février 2017 remportèrent un vif succès. La même année, le duo remporta le 1er prix de l'Académie de Musique de Lausanne. Le duo se produit le 12 juillet 2018 au Château de Lourmarin en Provence.
En mai 2017, une émission de deux heures avec ses enregistrements les plus récents lui est consacrée sur la chaîne radiophonique autrichienne Ö1. En juin 2018, il fait ses débuts au Musikverein, jouant des pièces de Bach, Kreisler et Paganini.